# کارل کراوس (فیزیکدان)
کارل کراوس (انگلیسی: Karl Kraus؛ زاده ۲۱ مارس ۱۹۳۸ درگذشته ۹ ژوئن ۱۹۸۸) یک دانشمند اهل آلمان بود.